# 陈奕君
陈奕君（1967年3月12日—），女，汉族，浙江宁波人，中华人民共和国政治人物。在职研究生学历。曾任中共台州市委书记、浙江省副省长、中共浙江省委常委、秘书长，现任广西壮族自治区党委常委、宣传部部长。

## 生平
1985年4月加入中国共产党，1989年7月参加工作。

### 浙江
曾任宁波大学团委副书记、书记、学工部副部长、学生处副处长。宁波团市委副书记、书记，宁波市北仑区委副书记，宁波市海曙区委副书记、代区长、区长、区委书记、区人大常委会主任。宁波市副市长、鄞州区委书记、市委常委，宁波市委副书记、政法委书记。
2017年12月至2019年12月任中共台州市委书记。
2019年9月，任浙江省人民政府副省长。2021年4月，任中共浙江省委常委、秘书长。

### 广西
2023年5月，任中共广西壮族自治区党委常委、宣传部部长。